# Škoda Octavia

Logo des Skoda Octavia (bis 2009)

Škoda Octavia ist die Typbezeichnung für Kraftfahrzeug-Baureihen des Automobilherstellers Škoda Auto aus unterschiedlichen Phasen seiner Unternehmensgeschichte. In China wird die seit 2004 produzierte Generation unter dem Namen Ming Rui, in Indien unter dem Namen Laura verkauft. Das Kraftfahrt-Bundesamt ordnet den Octavia in das Segment Kompaktklasse ein, die Motorpresse hingegen mehr in die Mittelklasse.

## Baureihen im Überblick

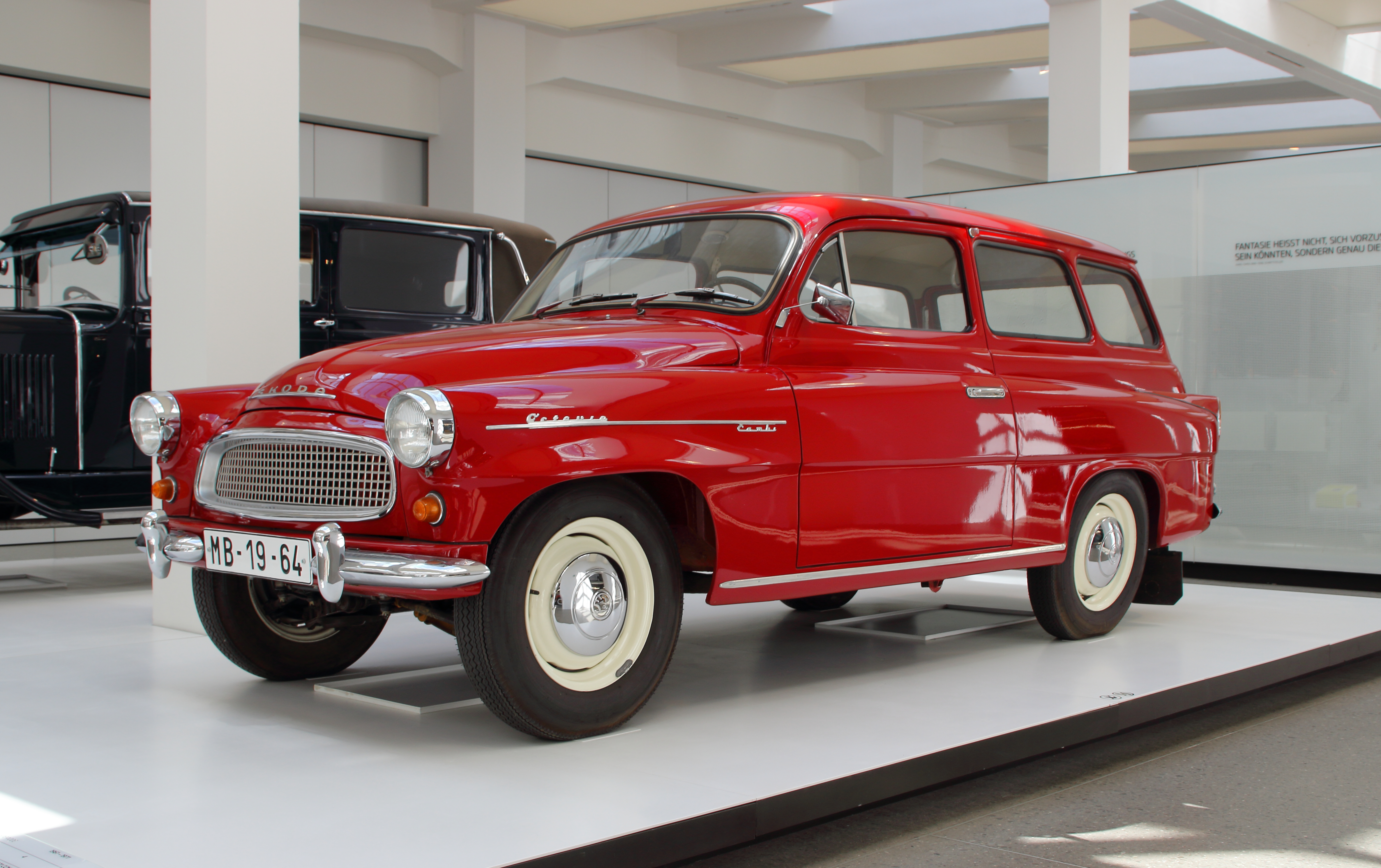
Škoda Octavia 1959–1971
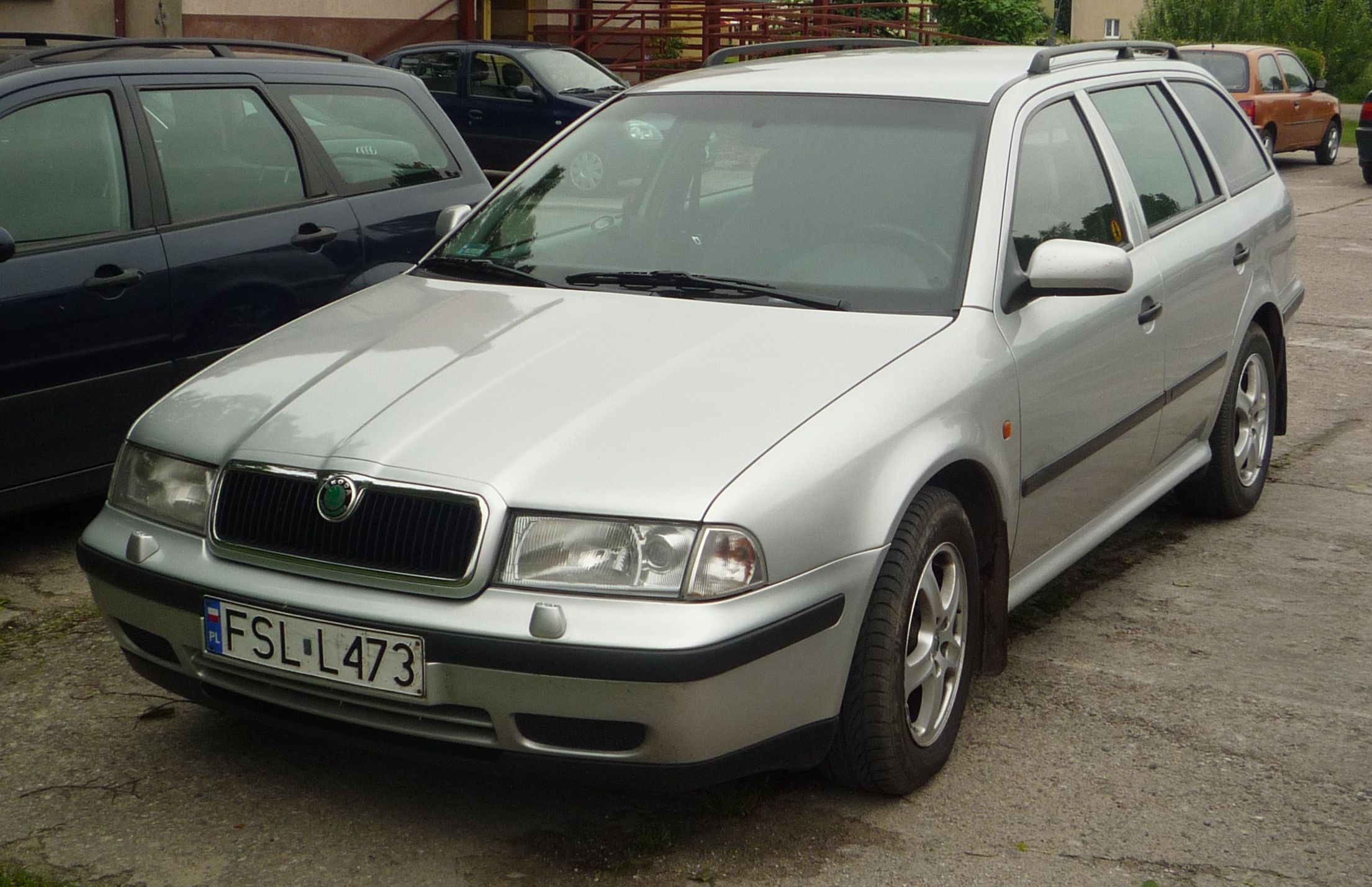
Octavia I (Typ 1U) 1996–2000
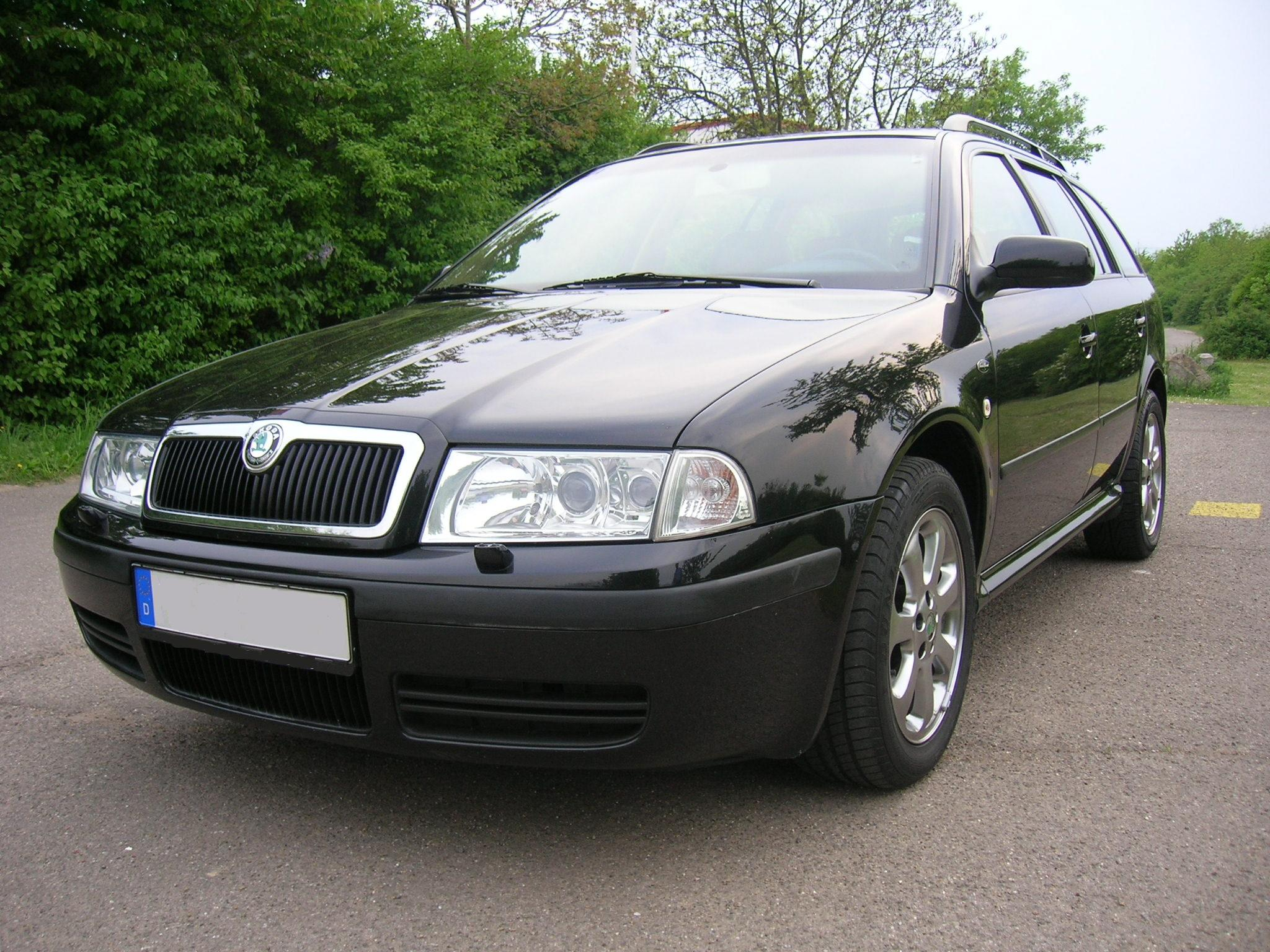
Octavia I (Typ 1U, Facelift) 2000–2010
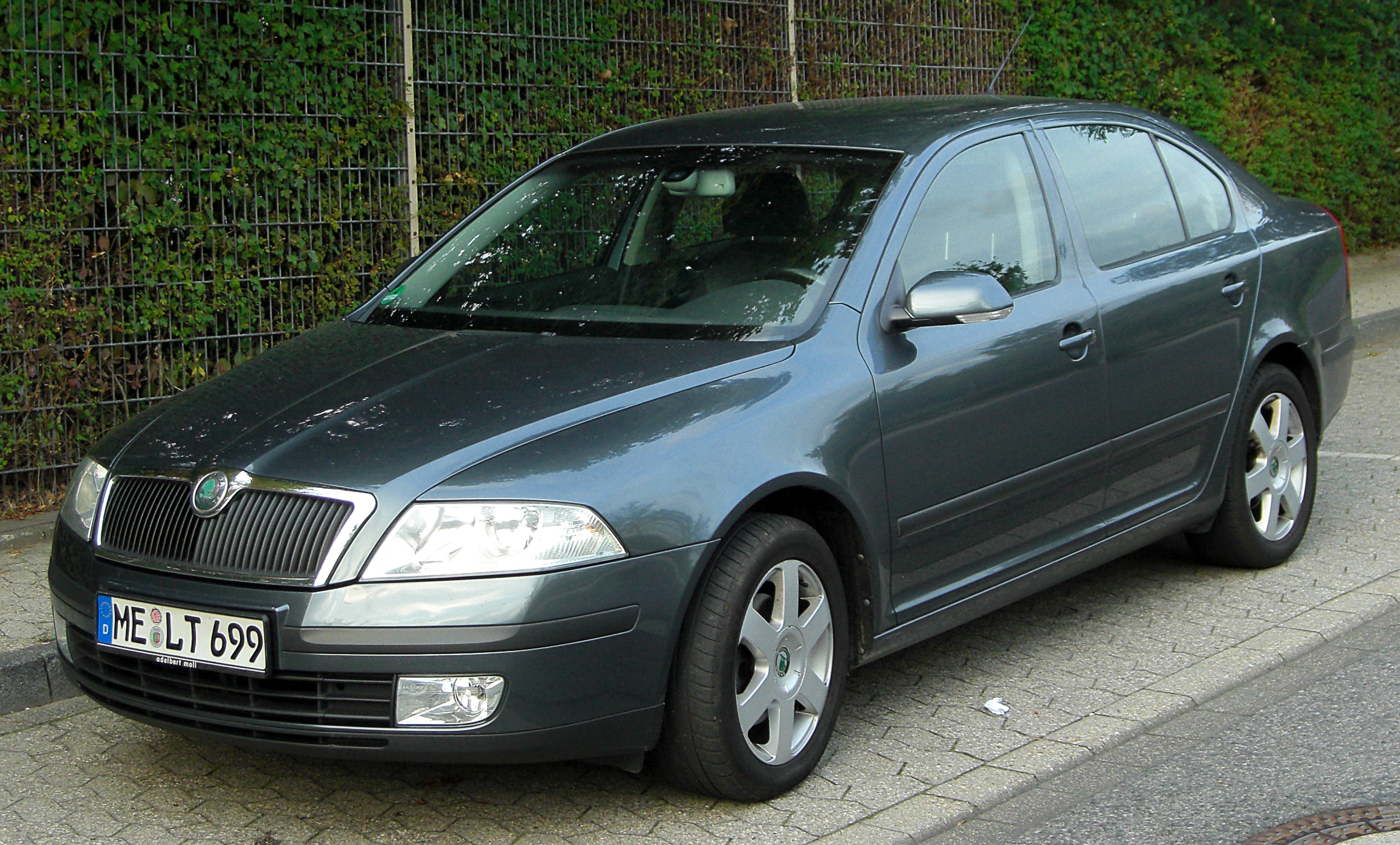
Octavia II (Typ 1Z) 2004–2012
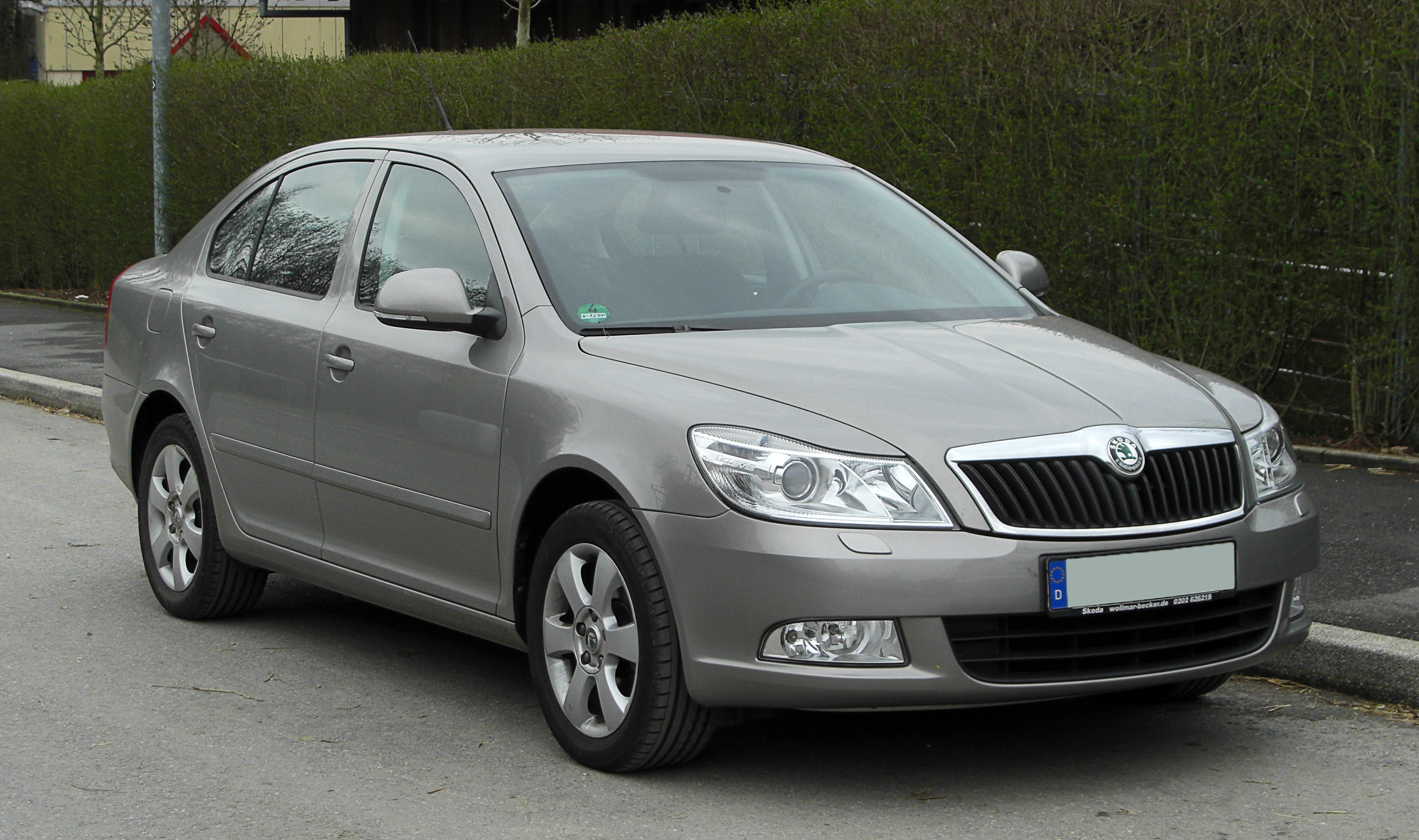
Octavia II (Typ 1Z, Facelift) 2009–2013
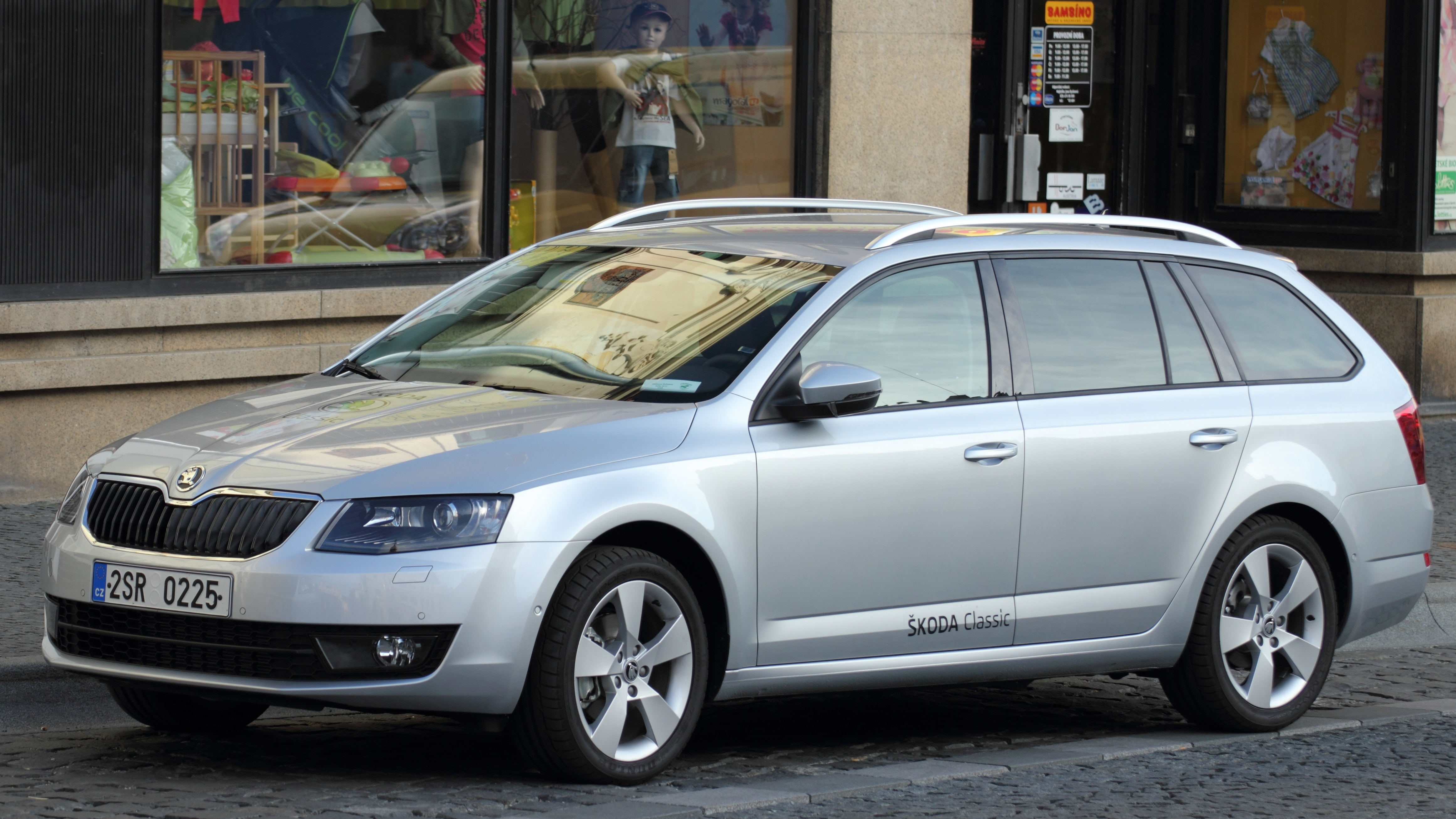
Octavia III (Typ 5E) 2012–2017
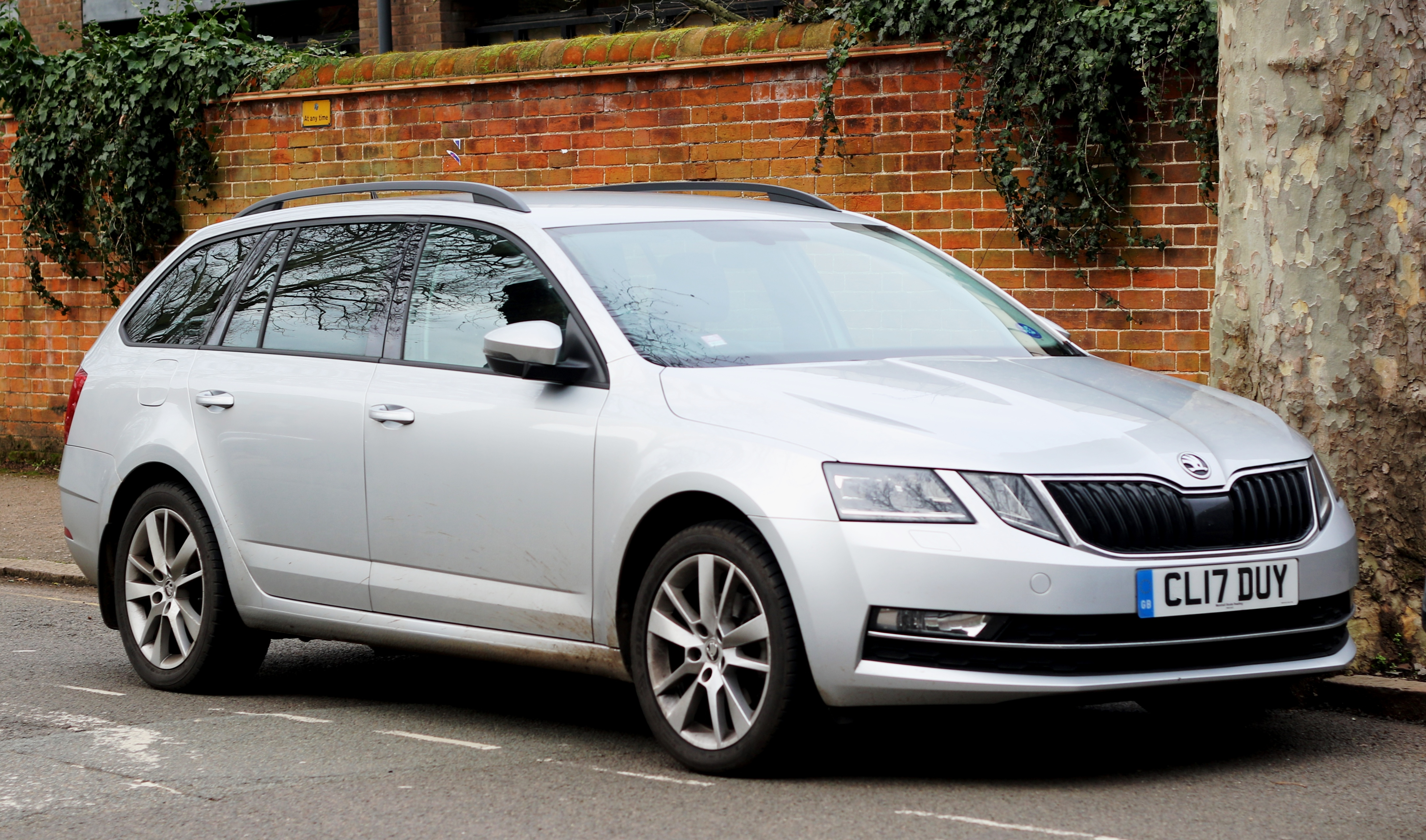
Octavia III (Typ 5E, Facelift) 2017–2020
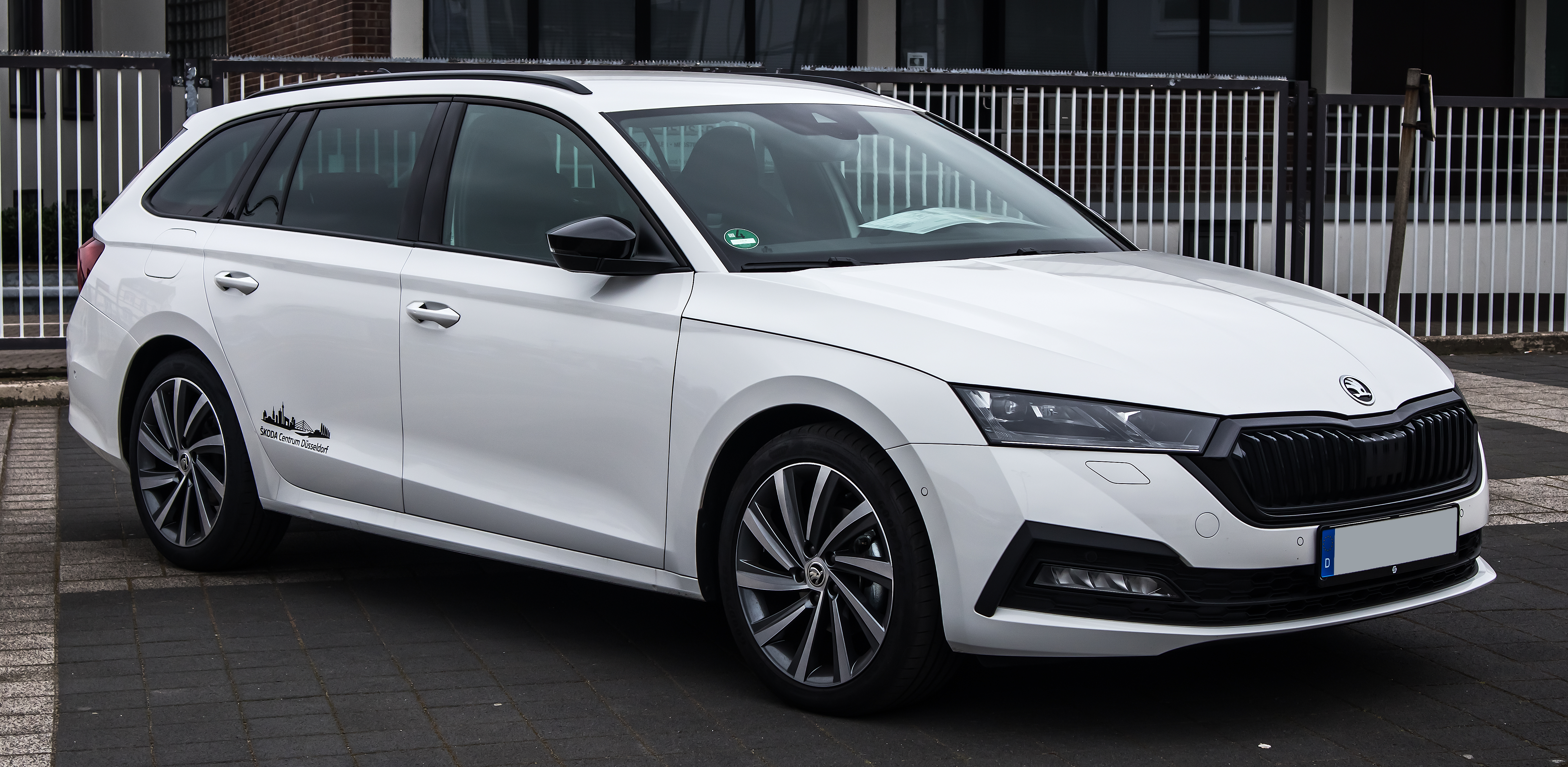
Octavia IV (Typ NX) seit 2020

## Geschichte
Škoda Octavia war zunächst ein zwischen Frühjahr 1959 und Herbst 1971 von AZNP Škoda gebautes Fahrzeug, das eine technische Weiterentwicklung und Umbenennung des Škoda 440 war. Der Name stand für das achte Nachkriegsmodell der Marke.
Im Herbst 1996 führte Škoda wieder ein Fahrzeug unter diesem Namen ein. Es ist das erste Modell, das nach der Übernahme von Škoda durch Volkswagen entwickelt und hergestellt wurde. Technisch basierte das Auto auf dem Golf IV. Von der ersten Baureihe der neuen Generation wurden bis 2010 1,442 Millionen Exemplare verkauft.
Im Frühjahr 2004 wurde die zweite Generation auf den Markt gebracht, die auf der Technik des Golf V beruht. Das alte Modell wurde bis Ende 2010 als Octavia Tour in Deutschland bzw. als Octavia Drive in Österreich weiterhin verkauft. Seit 2006 wird der Octavia auch in China gebaut. Montagewerke bestehen in Indien, Russland, Kasachstan, der Ukraine sowie in Bosnien und Herzegowina.
Im Februar 2013 erschien die dritte Generation des Octavia. Zunächst kam die Limousine auf den Markt; Ende Mai folgte der Combi.
Am 27. Oktober 2016 stellte Škoda ein Facelift des Octavia III vor; seit dem 4. März 2017 ist es erhältlich.
Im Jahr 2017 war der Škoda Octavia das Auto mit den meisten Neuzulassungen in der Schweiz.
Am 11. November 2019 stellte der tschechische Autobauer die vierte Generation des Octavia vor.

### Neuzulassungen in Deutschland
Aufgeführt ist die Anzahl der jährlichen Neuzulassungen in Deutschland seit 1999 nach Statistik des Kraftfahrt-Bundesamtes. Der Octavia war 2005, 2006 und 2012 das Importauto mit den meisten Neuzulassungen in Deutschland. Der Octavia erreicht in Deutschland gute Verkaufszahlen, da ihm ein gutes Preis-Leistungs-Verhältnis bescheinigt wird und er geräumiger ist als der Golf bzw. dessen Schrägheck- oder Kombivariante.
| Jahr                                                          |      |  | Stück  |        |
| 1999                                                          | 1999 |  | 36.735 | 36.735 |
| 2000                                                          | 2000 |  | 39.260 | 39.260 |
| 2001                                                          | 2001 |  | 35.668 | 35.668 |
| 2002                                                          | 2002 |  | 34.176 | 34.176 |
| 2003                                                          | 2003 |  | 36.281 | 36.281 |
| 2004                                                          | 2004 |  | 42.535 | 42.535 |
| 2005                                                          | 2005 |  | 51.015 | 51.015 |
| 2006                                                          | 2006 |  | 56.744 | 56.744 |
| 2007                                                          | 2007 |  | 47.711 | 47.711 |
| 2008                                                          | 2008 |  | 44.977 | 44.977 |
| 2009                                                          | 2009 |  | 54.335 | 54.335 |
| 2010                                                          | 2010 |  | 42.946 | 42.946 |
| 2011                                                          | 2011 |  | 46.571 | 46.571 |
| 2012                                                          | 2012 |  | 46.318 | 46.318 |
| 2013                                                          | 2013 |  | 49.495 | 49.495 |
| 2014                                                          | 2014 |  | 52.620 | 52.620 |
| 2015                                                          | 2015 |  | 57.907 | 57.907 |
| 2016                                                          | 2016 |  | 58.683 | 58.683 |
| 2017                                                          | 2017 |  | 59.147 | 59.147 |
| 2018                                                          | 2018 |  | 58.444 | 58.444 |
| 2019                                                          | 2019 |  | 55.210 | 55.210 |
| 2020                                                          | 2020 |  | 53.302 | 53.302 |
| 2021                                                          | 2021 |  | 40.663 | 40.663 |
| 2022                                                          | 2022 |  | 33.294 | 33.294 |
| 2023                                                          | 2023 |  | 41.819 | 41.819 |
| 2024                                                          | 2024 |  | 50.817 | 50.817 |
| Zulassungszahlen in Deutschland, Quelle: Kraftfahrt-Bundesamt |      |  |        |        |

### Bestand in Deutschland
Aufgeführt ist die Anzahl der angemeldeten Fahrzeuge (Erstzulassungen ab 1990) in Deutschland nach Statistik des Kraftfahrt-Bundesamtes.
| Stichtag | 1. Jan. 2007 | 1. Jan. 2008 | 1. Jan. 2009 | 1. Jan. 2010 | 1. Jan. 2011 | 1. Jan. 2012 | 1. Jan. 2013 |
| -------- | ------------ | ------------ | ------------ | ------------ | ------------ | ------------ | ------------ |
| Anzahl   | 336.433      | 369.425      | 394.574      | 433.677      | 459.734      | 484.834      | 506.485      |